# Modes d'interrogation des transpondeurs aéronautiques
Un mode d'interrogation de transpondeur aéronautique est le format que prend une série d'impulsions émise par un radar secondaire ou un système équivalent (Automatic dependent surveillance-broadcast), et le format, ou « code », de la réponse d'un transpondeur aéronautique. Ce mode d'interrogation est utilisé pour obtenir un certain nombre d'informations sur les avions équipés du système.
Dans sa forme la plus simple, un « mode » est généralement déterminé par l'espacement entre deux ou plusieurs impulsions d'interrogation. Il existe différents modes, 1 à 5 pour les militaires et A, B, C, D et le mode S pour l'usage civil.

## Modes d'interrogation
Différents protocoles de communication ont été standardisés pour les transpondeurs aéronautiques :
- mode 1 → délivre un code de mission à deux chiffres codés sur cinq bits (uniquement pour l'usage militaire, peut être affiché depuis l'avion)[1] ;
- mode 2 → délivre un code à quatre chiffres en système octal (uniquement pour l'usage militaire — attribué depuis le sol pour les chasseurs et peut être modifié en vol par un avion de transport)[1] ;
- mode 3/A → délivre un code à quatre chiffres en système octal, il est attribué par le contrôle aérien (à usage militaire ou civil)[2] ;
- mode 4 → retourne une réponse sur trois impulsions à une interrogation chiffrée (uniquement à usage militaire)[1] ;
- mode 5 → fournit une version chiffrée sécurisée du mode S et la position GPS (à usage militaire uniquement)[1] ;
- mode C → indique l'altitude–pression (QNE) sous forme d'un code octal à quatre chiffres (à usage militaire ou civil)[2] ;
- mode S → retourne divers formats d'information sur une interrogation sélective. Chaque avion se voit attribuer une adresse fixe codée sur 24 bits (usage civil et militaire)[2] ;

### Modes A et C
Dans le cadre du mode 3A ou A, quand le transpondeur reçoit un signal radar, il retourne un code squawk. Le code transpondeur peut être couplé avec son altitude–pression, on utilise alors le mode C.
Les modes 3A et C sont utilisés pour aider les contrôleurs aériens à identifier les avions et à maintenir leur espacement.

### Mode S
Il existe un autre mode appelé « mode S » (S pour sélectif) destiné à éviter les interrogations multiples lorsqu'il y a plusieurs radars dans les zones à fort trafic et qui permet un système anticollision automatique. Les transpondeurs en mode S sont compatibles avec les modes A et C. C'est ce type de transpondeur qui permet à l'ACAS II (système anticollision en vol) et à l'ADS-B (automatic dependent surveillance-broadcast) de fonctionner.
Dans de nombreux pays le mode S est obligatoire dans les espaces aériens contrôlés. Certains pays exigent même que tous les aéronefs soient équipés en mode S, même dans les espaces aériens non contrôlés. Cependant, dans le cadre de l'aviation générale cette réglementation a ses limites en raison du coût de l'équipement, de son faible intérêt dans les espaces aériens non contrôlés et de l'énergie électrique nécessaire pour les aéronefs où elle est limitée comme les aérostats ou les planeurs.

#### Caractéristiques du mode S
Les transpondeurs en mode S émettent les informations concernant l'avion en direction du radar secondaire, du récepteur du système automatique anticollision embarqué (TCAS) et de l'ADS-B. Ces informations comportent l'indicatif d'appel de l'avion et/ou l'adresse OACI permanente 24 bits du transpondeur codée en hexadécimal.

##### Adresse OACI 24 bits
On attribue à tous les avions modernes une « adresse OACI 24 bits » unique qui est une immatriculation nationale et qui fait partie intégrante du certificat d'immatriculation de l'appareil. En principe, cette adresse n'est jamais modifiée, mais pour pouvoir être transportés d'un avion à l'autre (pour des raisons économiques, par exemple) les transpondeurs sont tout de même reprogrammables par les équipes de maintenance ou en modifiant les programmations appropriées dans le système de gestion du vol de l'avion.
Il existe 16 777 214 combinaisons différentes dans une adresse OACI 24 bits ,. L'adresse OACI 24 bits peut être exprimée sous trois formats numériques : hexadécimal, octal et binaire. Ces adresses peuvent être décodées et converties en utilisant les outils adaptés pour obtenir l'immatriculation de l'avion. Quel que soit le format utilisé, le signal transmet toujours la même information.
Exemple d'une adresse OACI 24 bits:
- hexadécimal : AC82EC ;
- décimal : 11305708 (ce format est rarement utilisé) ;
- octal : 53101354 ;
- binaire : 101011001000001011101100 (on ajoute parfois des espaces pour faciliter la lecture : 10101100 10000010 11101100).

Toutes ces valeurs correspondent à la même immatriculation : N905NA,.

##### Autres caractéristiques
Le mode S TIS radar secondaire de surveillance permet la mise en œuvre d'un radar pour diffuser l'information sur le trafic environnant vers l'avion qui l'affiche ensuite sur la carte dynamique. Le mode S TIS est uniquement disponible quand l'avion est à portée d'un radar qui le supporte. Un équipement en mode S TIS est la combinaison d'un transpondeur qui envoie des données TIS sur un afficheur, le plus souvent un GPS ou un afficheur multifonction. Comme exemples de ce type d'appariement on peut citer le transpondeur Garmin GTX330D et le GPS GNS530, ou la suite Garmin G1000 aviation.